# دانشگاه ارفورت

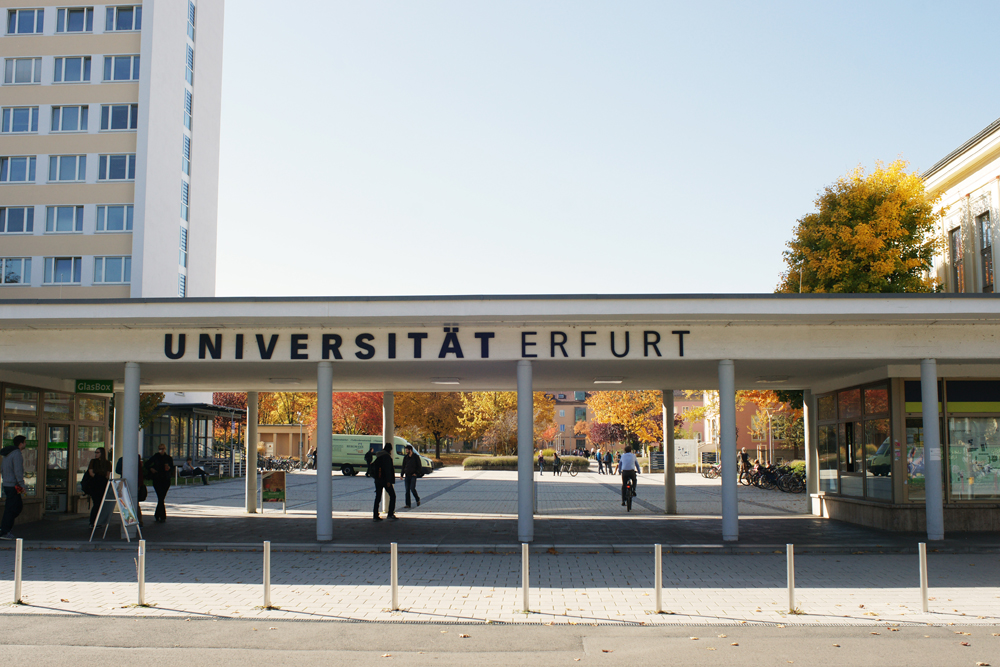
ورودی دانشگاه ارفورت

دانشگاه ارفورت (آلمانی: Universität Erfurt) یک دانشگاه دولتی واقع در ارفورت، پایتخت ایالت تورینگن آلمان است که در سال ۱۳۷۹ تأسیس شد، و در سال ۱۸۱۶ بسته شد. در سال ۱۹۹۴، سه سال پس از اتحاد مجدد آلمان، دوباره تأسیس شد؛ بنابراین ادعا می‌کند که هم قدیمی‌ترین و هم جوان‌ترین دانشگاه آلمان است. این مؤسسه به دلیل مشهورترین فارغ‌التحصیل خود مارتین لوتر، محرک اصلاحات، که از ۱۵۰۱ تا ۱۵۰۵ در آنجا تحصیل کرد، خود را به عنوان یک دانشگاه اصلاحی معرفی می‌کند. این دانشگاه امروزه کانون اصلی چند رشته‌ای، بین‌المللی بودن و هدایتگری است.
این دانشگاه مرکز مطالعات فرهنگی و اجتماعی پیشرفته ماکس وبر، مرکز تحقیقاتی گوتا برای مطالعات علمی فرهنگی و اجتماعی، و مدرسه سیاست عمومی ویلی برانت است.
کتابخانه تحقیقاتی گوتا، که دارای یکی از بزرگترین مجموعه‌های دست نوشته‌های مدرن اولیه آلمان است، بخشی از دانشگاه است. کتابخانه دانشگاه همچنین نگهبان Bibliotheca Ammploniana است، مجموعه ای از نزدیک به ۱۰۰۰ نسخه خطی قرون وسطایی که توسط محقق آمپلونیوس ریتینگ د برکا (حدود ۱۳۶۳–۱۴۳۵)، که رئیس سابق دانشگاه بود، جمع‌آوری شده‌است.

## تاریخ
دانشگاه ارفورت در سال 1379 در امپراتوری مقدس روم، در سرزمینی که اکنون آلمان امروزی است، تأسیس شد. هنگامی که شهر ارفورت در سال ۱۸۱۶ بخشی از پروس شد، دولت دانشگاه را پس از بیش از ۴۰۰ سال فعالیت تعطیل کرد.

## افراد سرشناس
- مارتین لوتر، متکلم
- اولریش فون هوتن، حامی لوتری
- یوهانس گوتنبرگ، چاپگر (بحث حضور در جلسه)
- کریستوف مارتین ویلند، شاعر
- کنراد مگنبرگ، مورخ[۵]
- یوهانس دو اینداگین، راهب و متکلم کارتوسی
- یوهان هیرونیموس نیفوف، پزشک و گیاه‌شناس

#### فارغ التحصیلان
- آندریاس باوزواین، سیاستمدار